# Tilleul-Dame-Agnès
Tilleul-Dame-Agnès es una localidad y comuna francesa situada en la región de Alta Normandía, departamento de Eure, en el distrito de Bernay y cantón de Beaumont-le-Roger.Esta ciudad está situada en la meseta de Neuburg.

## Demografía
| 163 | 144 | 146 | 135 | 155 | 174 |
| Para los censos de 1962 a 1999 la población legal corresponde a la población sin duplicidades (Fuente: INSEE [Consultar]) |     |     |     |     |     |